# Dieses Leben
Dieses Leben é o sexto single da banda de rock pop alemã Juli.
A canção em pop rock está presente no álbum Ein neuer Tag e na sua versão ao vivo, o Ein neuer Tag: Live, lançada no ano seguinte. Além também de ser lançada nos dois álbuns, a canção também foi lançada em cinco diferentes verões em dois CDs singles: Dieses Leben [2 Tracks] com duas faixas ― uma em versão de rádio e outra de álbum ― e  Dieses Leben [5 Tracks] com cinco faixas: uma versão de rádio, uma versão de álbum, e três versões remixadas por Jan Driver, August e DJ Friction.

## Faixas
1. "Dieses Leben" (versão de rádio) (Juli) — 3:55 [2]
2. "Dieses Leben" (versão de álbum) (Juli) — 4:34
3. "Dieses Leben" (remixagem por Jan Driver) (Juli, Jan Driver) — 5:10
4. "Dieses Leben" (remixagem por August) (Juli, August) — 3:42
5. "Dieses Leben" (remixagem em reggae por DJ Friction) (Juli, August) — 4:45

## Composição
A letra é uma persistência contra as dificuldades da pessoa que se encontra sem ninguém que possa ajudá-la. Sua persistência é motivada pelo simples fato de poder existir, mostrando sua alegria nisso, em nascer, em poder viver.

## Formação
Eva Briegel é vocalista, Greg Calbi é engenheiro musical, Peter Hinderthur no arranjo, Michael Ilbert na mixagem, John Sebastian toca trombone, Philipp Kacza toca trompete, Roland Peil toca na percussão, Jonas Pfetzing toca guitarra, Marcel Römer toca bateria, Simon Triebel toca guitarra e Oli Zülch é também engenheiro musical.